# MaNga (grup)

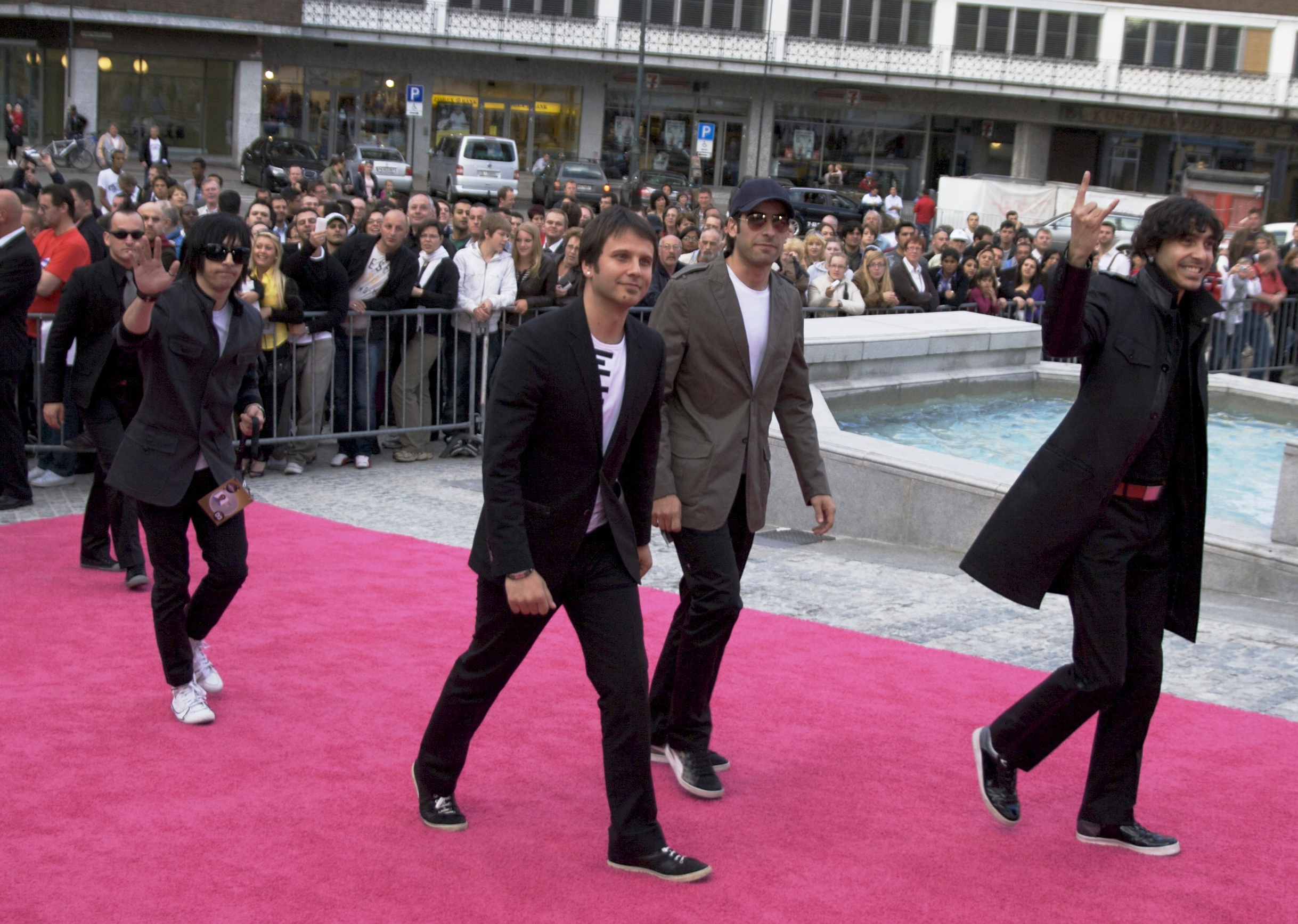
MaNga a Oslo, pel festival d'Eurovisió 2010.

maNga és un grup turc de rap rock. La seva música és principalment una fusió de rock alternatiu i hip-hop, amb tocs de melodies d'Anatòlia i elements de la música electrònica. El 2009 van guanyar els premis MTV Turquia com a "Millor actuació turca" i finalment el de "Millor actuació europea" d'MTV Networks Europe en els MTV Europe Music Awards 2009. Va representar Turquia al Festival de la Cançó d'Eurovisió 2010 i van acabar en segona posició, després de la cantant alemanya Lena.

## Història
maNga es va formar l'any 2001, amb nom pres de la paraula japonesa per "historieta", manga. Al començament tocaven cançons d'altres bandes de rock i de heavy metal. Van esdevenir coneguts després d'acabar segons en el concurs musical "Canta la teva cançó". Això va atreure l'atenció del mànager d'artistes Hadi Elazzi, que immediatament va promoure la banda a Sony Music. Això va resultar en el seu primer àlbum, que es va editar el 2004 i va tenir en un èxit massiu.
Després es van presentar a diversos festivals musicals i van col·laborar amb artistes turcs famosos com Koray Candem (de Karg fame), Vega i Göksel. La majoria de les cançons van ser escrites pels membres de la banda.
El duo de maNga amb Göksel apareix en una de les pel·lícules turques més conegudes - amb gairebé un milió d'espectadors, Sınav amb Jean-Claude Van Damme. La cançó Bir kadın çizeceksin apareix en el videojoc FIFA 06.
La banda es considera una de les atraccions principals de molts festivals musicals turcs, com Saklıfest, Patlıcan, Rokofest i Rock'n Coke.
maNga havia de compartir escena en el Wembley Arena, a Londres, al costat de Tarkan el 13 d'abril de 2008, però l'esdeveniment es va cancel·lar degut a problemes tècnics. Després van actuar a Londres en la O2 Academy, el 4 de desembre de 2009.
El 12 de gener de 2010, la cadena de televisió turca TRT va anunciar que maNga seria el representant de Turquia a Eurovisió 2010, on van quedar segons amb 170 punts, darrere de la cantant alemanya Lena.

## Festivals
Festivals més importants als quals maNga s'ha presentat:
- 7th ODTÜ Rock Festival, 2002, Turquia
- Avrupa Genclik Festivali, 2002, Turquia
- Tuborg Rock Festival, 2004, Turquia
- RockIstanbul, 2004, Turquia
- Ereğli Festivali, 2005, Turquia
- Rock'n Coke, 2005, Turquia
- Rock 'N Live, 2005, Turquia
- Ankara Saklifest, 2006, Turquia
- Ankirockfest, 2006, Turquia
- Rokofest (sèrie de festivals), 2006, Turquia
- Sziget, 2006, Hungría
- Patlican, 2007, Turquia
- İTÜ Spring Fest, 2009, Turquia
- Çukurova University Fest, 2009, Turquia
- Gazi University Fes, 2009, Turquia
- Rock the Balkans 2009, Bulgària
- Eurovision, 2010, Noruega[1]